# Monacha pantanellii
Monacha pantanellii is een slakkensoort uit de familie van de Hygromiidae. De wetenschappelijke naam van de soort werd voor het eerst geldig gepubliceerd in 1879 door De Stefani als Helix pantanellii.